# ライナー・ジモン
ライナー・ジモン（Rainer Simon, 1941年1月11日 - ）は、ドイツの映画監督、脚本家。1985年、監督および脚本をつとめた映画 "Die Frau und der Fremde" が第35回ベルリン国際映画祭で最高賞の金熊賞を受賞した。